# Liste des églises de la Lozère
La liste des églises de la Lozère recense de manière exhaustive les églises situées dans le département français de la Lozère. Il est fait état des diverses protections dont elles peuvent bénéficier, et notamment les inscriptions et classements au titre des monuments historiques.
Toutes sont situées dans le diocèse de Mende.

## Statistiques

### Nombres
Le département de la Lozère comprend 152 communes au 1er janvier 2020.
Depuis 2018, le diocèse de Mende compte 5 paroisses.

## Classement
Le classement ci-après se fait par commune selon l'ordre alphabétique.
Il est fait état des diverses protections dont elles peuvent bénéficier et notamment les inscriptions et classements au titre des monuments historiques.

## Liste

### Église catholique
La liste suivante recense les églises catholiques de la Lozère, en incluant les collégiales et les cathédrales :
| Église                                                                     | Commune                            | Adresse                             | Coordonnées                      | Notice         | Protection | Date | Illustration                                                 |
| -------------------------------------------------------------------------- | ---------------------------------- | ----------------------------------- | -------------------------------- | -------------- | --- | ---- | ------------------------------------------------------------ |
| Église Notre-Dame-de-l'Assomption de la Garde (Lozère)                     | Albaret-Sainte-Marie               |                                     | 44° 52′ 57″ nord, 3° 14′ 52″ est |                | |      | Image manquante Téléverser                                   |
| Église Saint-Mary d'Albaret-Sainte-Marie                                   | Albaret-Sainte-Marie               |                                     | 44° 53′ 25″ nord, 3° 15′ 50″ est |                | |      | Église Saint-Mary d'Albaret-Sainte-Marie                     |
| Église Saint-Barthélemy d'Albaret-le-Comtal                                | Albaret-le-Comtal                  |                                     | 44° 52′ 32″ nord, 3° 07′ 39″ est |                | |      | Église Saint-Barthélemy d'Albaret-le-Comtal                  |
| Église Saint-Pierre d'Allenc                                               | Allenc                             |                                     | 44° 32′ 30″ nord, 3° 39′ 43″ est | « PA00103782 » | Classé MH | 1931 | Église Saint-Pierre d'Allenc                                 |
| Église Saint-Privat d'Altier                                               | Altier                             |                                     | 44° 28′ 27″ nord, 3° 51′ 40″ est | « IA48901136 » | |      | Image manquante Téléverser                                   |
| Église Notre-Dame-de-l'Assomption de l'Habitarelle                         | Altier                             |                                     | 44° 26′ 57″ nord, 3° 52′ 31″ est |                | |      | Image manquante Téléverser                                   |
| Église Saint-Jean-Baptiste d'Antrenas                                      | Antrenas                           |                                     | 44° 34′ 52″ nord, 3° 15′ 59″ est |                | |      | Image manquante Téléverser                                   |
| Église Notre-Dame-de-l'Assomption d'Arzenc-d'Apcher                        | Arzenc-d'Apcher                    |                                     | 44° 51′ 20″ nord, 3° 05′ 50″ est |                | |      | Église Notre-Dame-de-l'Assomption d'Arzenc-d'Apcher          |
| Église Saint-Christophe d'Arzenc-de-Randon                                 | Arzenc-de-Randon                   |                                     | 44° 39′ 43″ nord, 3° 37′ 56″ est |                | |      | Image manquante Téléverser                                   |
| Église Saint-Pierre d'Auroux                                               | Auroux                             |                                     | 44° 45′ 12″ nord, 3° 43′ 35″ est |                | |      | Image manquante Téléverser                                   |
| Église Saint-Christophe de Badaroux                                        | Badaroux                           |                                     | 44° 32′ 08″ nord, 3° 32′ 59″ est | « IA48000673 » | |      | Église Saint-Christophe de Badaroux                          |
| Église Saint-Martin de Balsièges                                           | Balsièges                          |                                     | 44° 31′ 00″ nord, 3° 29′ 51″ est | « IA48000359 » | |      | Église Saint-Martin de Balsièges                             |
| Église Saint-Pierre de Bramonas                                            | Balsièges                          |                                     | 44° 28′ 41″ nord, 3° 25′ 29″ est | « IA48000364 » | |      | Image manquante Téléverser                                   |
| Église Saint-Antoine du Viala                                              | Banassac-Canilhac                  |                                     | 44° 26′ 31″ nord, 3° 09′ 52″ est | « IA48000247 » | |      | Image manquante Téléverser                                   |
| Église Saint-Médard de Banassac                                            | Banassac-Canilhac                  |                                     | 44° 26′ 04″ nord, 3° 12′ 06″ est | « IA48000238 » | |      | Église Saint-Médard de Banassac                              |
| Église Saint-Vincent de Canilhac                                           | Banassac-Canilhac                  |                                     | 44° 25′ 27″ nord, 3° 09′ 01″ est | « PA48000022 » | Inscrit MH | 2017 | Église Saint-Vincent de Canilhac                             |
| Église Saint-Privat de Barjac                                              | Barjac                             |                                     | 44° 30′ 18″ nord, 3° 24′ 42″ est | « IA48900220 » | |      | Image manquante Téléverser                                   |
| Église Saint-Vérant de Barjac                                              | Barjac                             |                                     | à géolocaliser                   |                | |      | Image manquante Téléverser                                   |
| Église Notre-Dame-de-l'Assomption de Barre-des-Cévennes                    | Barre-des-Cévennes                 |                                     | 44° 14′ 41″ nord, 3° 39′ 16″ est | « PA00103788 » | Classé MH | 1931 | Église Notre-Dame-de-l'Assomption de Barre-des-Cévennes      |
| Collégiale de Bédouès                                                      | Bédouès-Cocurès                    |                                     | 44° 20′ 36″ nord, 3° 36′ 22″ est |                | |      | Collégiale de Bédouès                                        |
| Église Saint-Jean-Baptiste de Cocurès                                      | Bédouès-Cocurès                    |                                     | 44° 20′ 54″ nord, 3° 37′ 10″ est |                | |      | Église Saint-Jean-Baptiste de Cocurès                        |
| Église de l'Exaltation-de-la-Sainte-Croix de Chams                         | Bel-Air-Val-d'Ance                 |                                     | 44° 48′ 42″ nord, 3° 38′ 55″ est |                | |      | Image manquante Téléverser                                   |
| Église Saints-Pierre-et-Paul de Chambon-le-Château                         | Bel-Air-Val-d'Ance                 |                                     | 44° 51′ 13″ nord, 3° 39′ 32″ est |                | |      | Église Saints-Pierre-et-Paul de Chambon-le-Château           |
| Église Saint-Symphorien de Saint-Symphorien                                | Bel-Air-Val-d'Ance                 |                                     | 44° 50′ 25″ nord, 3° 37′ 34″ est |                | |      | Église Saint-Symphorien de Saint-Symphorien                  |
| Église Saint-Julien de Blavignac                                           | Blavignac                          |                                     | 44° 53′ 08″ nord, 3° 17′ 13″ est |                | |      | Église Saint-Julien de Blavignac                             |
| Église Saint-Nicolas du Pin                                                | Bourgs sur Colagne                 |                                     | 44° 30′ 27″ nord, 3° 13′ 24″ est | « PA00103885 » | Inscrit MH | 1986 | Église Saint-Nicolas du Pin                                  |
| Église Saint-Romain de Chirac                                              | Bourgs sur Colagne                 |                                     | 44° 31′ 23″ nord, 3° 15′ 57″ est | « PA00103816 » | Classé MH | 1922 | Église Saint-Romain de Chirac                                |
| Église Saint-Sauveur-de-Chirac                                             | Bourgs sur Colagne                 |                                     | 44° 31′ 01″ nord, 3° 15′ 21″ est | « PA00103886 » | Classé MH L'église | 1931 | Église Saint-Sauveur-de-Chirac                               |
| Église Saint-Martin de Brenoux                                             | Brenoux                            |                                     | 44° 29′ 02″ nord, 3° 31′ 59″ est | « IA48000411 » | |      | Image manquante Téléverser                                   |
| Église Saint-Jacques de Brion                                              | Brion                              |                                     | 44° 45′ 17″ nord, 3° 04′ 16″ est |                | |      | Image manquante Téléverser                                   |
| Église Saint-Laurent de Saint-Laurent-de-Trèves                            | Cans et Cévennes                   |                                     | 44° 16′ 17″ nord, 3° 36′ 08″ est |                | |      | Église Saint-Laurent de Saint-Laurent-de-Trèves              |
| Église Saint-Privat de Chadenet                                            | Chadenet                           |                                     | 44° 31′ 09″ nord, 3° 38′ 04″ est |                | |      | Église Saint-Privat de Chadenet                              |
| Église Saint-Jean-Baptiste de Chanac                                       | Chanac                             |                                     | 44° 27′ 58″ nord, 3° 20′ 37″ est | « PA48000025 » | Inscrit MH | 2019 | Église Saint-Jean-Baptiste de Chanac                         |
| Église Saint-Privat du Villard                                             | Chanac                             |                                     | 44° 28′ 53″ nord, 3° 17′ 54″ est |                | Inscrit MH Ensemble fortifié du Villard, y compris le sol, les remparts, l'église avec ses peintures murales et toutes les constructions | 1988 | Église Saint-Privat du Villard                               |
| Église Saint-Jacques-le-Majeur de Chastanier                               | Chastanier                         |                                     | 44° 43′ 31″ nord, 3° 45′ 16″ est | « PA00103814 » | Inscrit MH | 1932 | Image manquante Téléverser                                   |
| Église Saint-Gervais-et-Saint-Protais de Chastel-Nouvel                    | Chastel-Nouvel                     |                                     | 44° 33′ 31″ nord, 3° 30′ 06″ est | « IA48000689 » | |      | Image manquante Téléverser                                   |
| Église Saint-Étienne de Châteauneuf-de-Randon                              | Châteauneuf-de-Randon              |                                     | 44° 38′ 26″ nord, 3° 40′ 31″ est |                | |      | Église Saint-Étienne de Châteauneuf-de-Randon                |
| Église Saint-Hippolyte de Chauchailles                                     | Chauchailles                       |                                     | 44° 47′ 43″ nord, 3° 05′ 00″ est |                | |      | Image manquante Téléverser                                   |
| Église Saint-Martin de Chaudeyrac                                          | Chaudeyrac                         |                                     | 44° 39′ 33″ nord, 3° 45′ 25″ est |                | |      | Église Saint-Martin de Chaudeyrac                            |
| Église Saints-Pierre-et-Paul de Chaulhac                                   | Chaulhac                           |                                     | 44° 55′ 22″ nord, 3° 15′ 25″ est |                | |      | Image manquante Téléverser                                   |
| Église Notre-Dame-de-l'Assomption de Cheylard-l'Évêque                     | Cheylard-l'Évêque                  |                                     | 44° 38′ 54″ nord, 3° 48′ 12″ est |                | |      | Église Notre-Dame-de-l'Assomption de Cheylard-l'Évêque       |
| Église Notre-Dame-de-la-Nativité de Pomaret                                | Cubières                           |                                     | 44° 27′ 46″ nord, 3° 49′ 30″ est |                | |      | Image manquante Téléverser                                   |
| Église Saint-Étienne de Cubières                                           | Cubières                           |                                     | 44° 28′ 26″ nord, 3° 46′ 22″ est |                | |      | Église Saint-Étienne de Cubières                             |
| Église Notre-Dame-de-la-Nativité de Cubiérettes                            | Cubiérettes                        |                                     | 44° 27′ 37″ nord, 3° 47′ 16″ est |                | |      | Image manquante Téléverser                                   |
| Église Saint-Pierre-Saint-Paul de Cultures                                 | Cultures                           |                                     | 44° 29′ 33″ nord, 3° 22′ 46″ est | « IA48900308 » | |      | Image manquante Téléverser                                   |
| Église Saint-Hippolyte d'Esclanèdes                                        | Esclanèdes                         |                                     | 44° 28′ 55″ nord, 3° 21′ 41″ est | « IA48900314 » | |      | Église Saint-Hippolyte d'Esclanèdes                          |
| Église Saint-Martin de Florac                                              | Florac                             |                                     | 44° 19′ 28″ nord, 3° 35′ 34″ est |                | |      | Église Saint-Martin de Florac                                |
| Église Saint-Jean-Baptiste de Fontans                                      | Fontans                            |                                     | 44° 44′ 28″ nord, 3° 21′ 09″ est | « PA00103820 » | Inscrit MH | 1986 | Église Saint-Jean-Baptiste de Fontans                        |
| Église Saint-Pierre de Fontans                                             | Fontans                            |                                     | 44° 44′ 23″ nord, 3° 23′ 13″ est | « IA48000997 » | |      | Église Saint-Pierre de Fontans                               |
| Église Notre-Dame de Fournels                                              | Fournels                           |                                     | 44° 49′ 01″ nord, 3° 07′ 11″ est |                | |      | Église Notre-Dame de Fournels                                |
| Église Saints-Pierre-et-Paul de Fraissinet-de-Fourques                     | Fraissinet-de-Fourques             |                                     | 44° 12′ 54″ nord, 3° 32′ 19″ est |                | |      | Église Saints-Pierre-et-Paul de Fraissinet-de-Fourques       |
| Église de Gabriac                                                          | Gabriac                            |                                     | à géolocaliser                   |                | |      | Image manquante Téléverser                                   |
| Église des Saints-Innocents de Gabrias                                     | Gabrias                            |                                     | 44° 32′ 39″ nord, 3° 22′ 28″ est |                | |      | Église des Saints-Innocents de Gabrias                       |
| Église Notre-Dame-de-l'Assomption de Gatuzières                            | Gatuzières                         |                                     | 44° 11′ 54″ nord, 3° 29′ 22″ est |                | |      | Église Notre-Dame-de-l'Assomption de Gatuzières              |
| Église Saint-Roch de Blajoux                                               | Gorges du Tarn Causses             |                                     | 44° 20′ 13″ nord, 3° 28′ 57″ est |                | |      | Église Saint-Roch de Blajoux                                 |
| Collégiale Notre-Dame de Quézac                                            | Gorges du Tarn Causses             |                                     | 44° 22′ 08″ nord, 3° 31′ 28″ est | « PA00103907 » | Classé MH Porche | 1930 | Collégiale Notre-Dame de Quézac                              |
| Église Notre-Dame-de-l'Assomption de Saint-Chély-du-Tarn                   | Gorges du Tarn Causses             |                                     | 44° 20′ 12″ nord, 3° 23′ 02″ est | « PA00103922 » | Classé MH | 1984 | Église Notre-Dame-de-l'Assomption de Saint-Chély-du-Tarn     |
| Église Notre-Dame-du-Gourg de Sainte-Enimie                                | Gorges du Tarn Causses             |                                     | 44° 21′ 57″ nord, 3° 24′ 40″ est | « PA00103921 » | Inscrit MH | 1985 | Église Notre-Dame-du-Gourg de Sainte-Enimie                  |
| Église de Castelbouc                                                       | Gorges du Tarn Causses             |                                     | 44° 20′ 27″ nord, 3° 27′ 50″ est |                | |      | Église de Castelbouc                                         |
| Église de Prades                                                           | Gorges du Tarn Causses             |                                     | 44° 21′ 02″ nord, 3° 27′ 29″ est |                | |      | Église de Prades                                             |
| Église Sainte-Énimie de Champerboux                                        | Gorges du Tarn Causses             |                                     | 44° 24′ 31″ nord, 3° 24′ 53″ est |                | |      | Église Sainte-Énimie de Champerboux                          |
| Église Saint-Pierre-et-Saint-Paul de Montbrun                              | Gorges du Tarn Causses             |                                     | 44° 20′ 12″ nord, 3° 30′ 16″ est |                | |      | Église Saint-Pierre-et-Saint-Paul de Montbrun                |
| Église Saint-Martin de Grandrieu                                           | Grandrieu                          |                                     | 44° 47′ 11″ nord, 3° 38′ 01″ est | « PA00103824 » | Classé MH | 1930 | Église Saint-Martin de Grandrieu                             |
| Église Sainte-Colombe de Sainte-Colombe-de-Montauroux                      | Grandrieu                          |                                     | 44° 46′ 50″ nord, 3° 41′ 36″ est |                | |      | Image manquante Téléverser                                   |
| Église de la Nativité-de-la-Sainte-Vierge de Grandvals                     | Grandvals                          |                                     | 44° 44′ 26″ nord, 3° 02′ 16″ est |                | |      | Église de la Nativité-de-la-Sainte-Vierge de Grandvals       |
| Église Saint-Frézal de Grèzes (Lozère)                                     | Grèzes                             |                                     | 44° 30′ 44″ nord, 3° 20′ 10″ est | « PA48000009 » | Inscrit MH | 2001 | Église Saint-Frézal de Grèzes (Lozère)                       |
| Église Saint-Privat d'Hures                                                | Hures-la-Parade                    |                                     | 44° 15′ 08″ nord, 3° 25′ 36″ est |                | |      | Image manquante Téléverser                                   |
| Église Saint-Ilère de la Parade                                            | Hures-la-Parade                    |                                     | 44° 14′ 39″ nord, 3° 21′ 05″ est |                | |      | Image manquante Téléverser                                   |
| Église Saint-Pierre-et-Saint-Paul d'Ispagnac                               | Ispagnac                           |                                     | 44° 22′ 12″ nord, 3° 32′ 07″ est | « PA00103825 » | Classé MH | 1920 | Église Saint-Pierre-et-Saint-Paul d'Ispagnac                 |
| Église Saint-Frézal de Julianges                                           | Julianges                          |                                     | 44° 55′ 49″ nord, 3° 18′ 32″ est | « IA48000802 » | |      | Église Saint-Frézal de Julianges                             |
| Église Saint-Laurent de Puylaurent                                         | La Bastide-Puylaurent              |                                     | 44° 32′ 11″ nord, 3° 52′ 42″ est | « PA00103789 » | Inscrit MH | 1976 | Église Saint-Laurent de Puylaurent                           |
| Église Saint-Thomas de La Bastide                                          | La Bastide-Puylaurent              |                                     | 44° 35′ 29″ nord, 3° 54′ 19″ est |                | |      | Église Saint-Thomas de La Bastide                            |
| Église Saint-Jean-Baptiste de Montjézieu                                   | La Canourgue                       |                                     | 44° 28′ 54″ nord, 3° 12′ 27″ est |                | |      | Image manquante Téléverser                                   |
| Collégiale Saint-Martin de La Canourgue                                    | La Canourgue                       |                                     | 44° 25′ 59″ nord, 3° 12′ 57″ est | « PA00103806 » | Classé MH | 1929 | Collégiale Saint-Martin de La Canourgue                      |
| Église Saint-Martin de La Capelle                                          | La Canourgue                       |                                     | 44° 23′ 26″ nord, 3° 18′ 19″ est | « PA00103807 » | Classé MH | 1932 | Église Saint-Martin de La Capelle                            |
| Église Saint-Pierre-et-Saint-Paul d'Auxillac                               | La Canourgue                       |                                     | 44° 28′ 04″ nord, 3° 13′ 46″ est |                | |      | Image manquante Téléverser                                   |
| Église Saint-Jean-Baptiste de La Fage-Montivernoux                         | La Fage-Montivernoux               |                                     | 44° 45′ 28″ nord, 3° 09′ 11″ est |                | |      | Image manquante Téléverser                                   |
| Église Saint-Julien de La Fage-Saint-Julien                                | La Fage-Saint-Julien               |                                     | 44° 48′ 09″ nord, 3° 11′ 28″ est |                | |      | Église Saint-Julien de La Fage-Saint-Julien                  |
| Église Notre-Dame-de-l'Assomption de Rouveret                              | La Malène                          |                                     | 44° 17′ 26″ nord, 3° 19′ 48″ est |                | |      | Image manquante Téléverser                                   |
| Église Saint-Jean-Baptiste de La Malène                                    | La Malène                          |                                     | 44° 18′ 05″ nord, 3° 19′ 10″ est | « PA00103840 » | Classé MH | 1928 | Église Saint-Jean-Baptiste de La Malène                      |
| Église Notre-Dame-de-l'Assomption de La Panouse                            | La Panouse                         |                                     | 44° 43′ 47″ nord, 3° 35′ 25″ est |                | |      | Image manquante Téléverser                                   |
| Église Saint-Barthélemy de La Tieule                                       | La Tieule                          |                                     | 44° 23′ 03″ nord, 3° 09′ 22″ est | « IA48000270 » | |      | Image manquante Téléverser                                   |
| Église de la Nativité-de-la-Sainte-Vierge de Lachamp                       | Lachamp-Ribennes                   |                                     | 44° 36′ 39″ nord, 3° 22′ 14″ est |                | |      | Image manquante Téléverser                                   |
| Église Saint-Saturnin de Ribennes                                          | Lachamp-Ribennes                   |                                     | 44° 38′ 19″ nord, 3° 23′ 51″ est |                | |      | Image manquante Téléverser                                   |
| Église Saint-Roch de Lajo                                                  | Lajo                               |                                     | 44° 50′ 14″ nord, 3° 25′ 37″ est | « IA48000998 » | |      | Église Saint-Roch de Lajo                                    |
| Église Saint-Gervais-Saint-Protais de Langogne                             | Langogne                           |                                     | 44° 43′ 38″ nord, 3° 51′ 19″ est | « PA00103828 » | Classé MH | 1840 | Église Saint-Gervais-Saint-Protais de Langogne               |
| Église Saint-Pierre de Lanuéjols                                           | Lanuéjols                          |                                     | 44° 30′ 03″ nord, 3° 34′ 25″ est | « PA00103832 » | Classé MH | 1929 | Église Saint-Pierre de Lanuéjols                             |
| Église Notre-Dame-des-Sources de Laubert                                   | Laubert                            |                                     | 44° 35′ 07″ nord, 3° 38′ 26″ est |                | |      | Église Notre-Dame-des-Sources de Laubert                     |
| Église de la Nativité-de-la-Sainte-Vierge de Laval-du-Tarn                 | Laval-du-Tarn                      |                                     | 44° 21′ 13″ nord, 3° 21′ 07″ est | « IA48000254 » | |      | Image manquante Téléverser                                   |
| Église Saint-Jean-Baptiste du Born                                         | Le Born                            |                                     | 44° 33′ 37″ nord, 3° 33′ 40″ est | « IA48000683 » | |      | Image manquante Téléverser                                   |
| Église Sainte-Anne du Buisson                                              | Le Buisson                         |                                     | 44° 37′ 38″ nord, 3° 14′ 03″ est |                | |      | Église Sainte-Anne du Buisson                                |
| Église Saint-Jean-l'Évangéliste du Collet-de-Dèze                          | Le Collet-de-Dèze                  |                                     | 44° 14′ 42″ nord, 3° 55′ 10″ est |                | |      | Église Saint-Jean-l'Évangéliste du Collet-de-Dèze            |
| Église de l'Annonciation de Mialanes                                       | Le Malzieu-Forain                  |                                     | 44° 51′ 48″ nord, 3° 24′ 33″ est | « IA48000803 » | |      | Église de l'Annonciation de Mialanes                         |
| Collégiale Saint-Hippolyte du Malzieu                                      | Le Malzieu-Ville                   |                                     | 44° 51′ 19″ nord, 3° 19′ 48″ est | « IA48001301 » | |      | Collégiale Saint-Hippolyte du Malzieu                        |
| Église Notre-Dame-de-l'Assomption du Pompidou                              | Le Pompidou                        |                                     | 44° 11′ 43″ nord, 3° 39′ 15″ est |                | |      | Église Notre-Dame-de-l'Assomption du Pompidou                |
| Église Saint-Flour du Pompidou                                             | Le Pompidou                        |                                     | 44° 12′ 07″ nord, 3° 39′ 13″ est | « PA00103894 » | Classé MH | 2003 | Image manquante Téléverser                                   |
| Église Saint-Sauveur du Rozier                                             | Le Rozier                          |                                     | 44° 11′ 30″ nord, 3° 12′ 24″ est | « PA00103909 » | Inscrit MH | 1960 | Église Saint-Sauveur du Rozier                               |
| Église Saint-André des Bessons                                             | Les Bessons                        |                                     | 44° 46′ 26″ nord, 3° 15′ 08″ est |                | |      | Image manquante Téléverser                                   |
| Église Saint-Privat de Malbosc                                             | Les Bondons                        |                                     | 44° 22′ 16″ nord, 3° 35′ 55″ est |                | |      | Image manquante Téléverser                                   |
| Église Saint-Saturnin des Bondons                                          | Les Bondons                        |                                     | 44° 23′ 14″ nord, 3° 37′ 00″ est | « IA48102001 » | |      | Église Saint-Saturnin des Bondons                            |
| Église Sainte-Madeleine des Hermaux                                        | Les Hermaux                        |                                     | 44° 31′ 00″ nord, 3° 07′ 55″ est |                | |      | Image manquante Téléverser                                   |
| Église Saint-Privat des Laubies                                            | Les Laubies                        |                                     | 44° 41′ 16″ nord, 3° 25′ 54″ est |                | |      | Église Saint-Privat des Laubies                              |
| Église Saint-Pierre-et-Saint-Paul du Bacon                                 | Les Monts-Verts                    |                                     | 44° 51′ 28″ nord, 3° 12′ 20″ est |                | |      | Église Saint-Pierre-et-Saint-Paul du Bacon                   |
| Église Sainte-Madeleine d'Arcomie                                          | Les Monts-Verts                    |                                     | 44° 52′ 04″ nord, 3° 14′ 11″ est |                | |      | Église Sainte-Madeleine d'Arcomie                            |
| Église Sainte-Marie de Berc                                                | Les Monts-Verts                    |                                     | 44° 49′ 59″ nord, 3° 12′ 39″ est |                | |      | Église Sainte-Marie de Berc                                  |
| Église Saint-Pierre des Salces                                             | Les Salces                         |                                     | 44° 32′ 03″ nord, 3° 09′ 44″ est |                | |      | Image manquante Téléverser                                   |
| Église Notre-Dame-de-Bon-Secours des Salelles                              | Les Salelles                       |                                     | 44° 28′ 55″ nord, 3° 16′ 44″ est | « IA48900322 » | |      | Église Notre-Dame-de-Bon-Secours des Salelles                |
| Église Saint-Pierre de Luc                                                 | Luc                                |                                     | 44° 38′ 52″ nord, 3° 53′ 29″ est | « PA00103839 » | Inscrit MH Abside | 1931 | Église Saint-Pierre de Luc                                   |
| Église Saint-Pierre de Marchastel                                          | Marchastel                         |                                     | 44° 39′ 03″ nord, 3° 06′ 23″ est |                | |      | Église Saint-Pierre de Marchastel                            |
| Collégiale Notre-Dame-de-la-Carce de Marvejols                             | Marvejols                          |                                     | 44° 33′ 14″ nord, 3° 17′ 19″ est | « PA00103850 » | Inscrit MH | 1987 | Collégiale Notre-Dame-de-la-Carce de Marvejols               |
| Église Saint-Côme-et-Saint-Damien de Mas-Saint-Chély                       | Mas-Saint-Chély                    |                                     | 44° 18′ 36″ nord, 3° 23′ 41″ est |                | |      | Image manquante Téléverser                                   |
| Église Notre-Dame-du-Rosaire du Recoux                                     | Massegros Causses Gorges           |                                     | 44° 20′ 13″ nord, 3° 08′ 49″ est |                | |      | Image manquante Téléverser                                   |
| Église Saint-Georges de Saint-Georges-de-Lévéjac                           | Massegros Causses Gorges           |                                     | 44° 19′ 07″ nord, 3° 13′ 51″ est | « IA48000313 » | |      | Église Saint-Georges de Saint-Georges-de-Lévéjac             |
| Église Saint-Martin du Massegros                                           | Massegros Causses Gorges           |                                     | 44° 18′ 30″ nord, 3° 10′ 28″ est | « IA48000300 » | |      | Église Saint-Martin du Massegros                             |
| Église Saint-Préjet des Vignes                                             | Massegros Causses Gorges           |                                     | 44° 16′ 53″ nord, 3° 13′ 55″ est | « IA48000337 » | |      | Église Saint-Préjet des Vignes                               |
| Église Saint-Romain de Saint-Rome-de-Dolan                                 | Massegros Causses Gorges           |                                     | 44° 16′ 23″ nord, 3° 12′ 57″ est | « IA48000330 » | |      | Église Saint-Romain de Saint-Rome-de-Dolan                   |
| Église Saint-Martin d'Inos                                                 | Massegros Causses Gorges           |                                     | 44° 17′ 50″ nord, 3° 10′ 14″ est | « IA48000305 » | |      | Image manquante Téléverser                                   |
| Église du Sacré-Cœur-de-Jésus de La Piguière                               | Massegros Causses Gorges           |                                     | 44° 22′ 49″ nord, 3° 14′ 04″ est |                | |      | Image manquante Téléverser                                   |
| Cathédrale Notre-Dame-et-Saint-Privat de Mende                             | Mende                              |                                     | 44° 31′ 02″ nord, 3° 29′ 54″ est | « PA00103856 » | Classé MH | 1906 | Cathédrale Notre-Dame-et-Saint-Privat de Mende               |
| Église Saint-Gervais-et-Saint-Protais de Mende                             | Mende                              | rue du Faubourg-Saint-Gervais       | 44° 30′ 51″ nord, 3° 30′ 03″ est |                | |      | Église Saint-Gervais-et-Saint-Protais de Mende               |
| Église Saint-Pierre de Meyrueis                                            | Meyrueis                           |                                     | 44° 10′ 42″ nord, 3° 25′ 48″ est |                | |      | Église Saint-Pierre de Meyrueis                              |
| Église Notre-Dame-de-Valfrancesque                                         | Moissac-Vallée-Française           | Temple protestant de la Boissonnade | 44° 09′ 56″ nord, 3° 46′ 06″ est | « PA00103884 » | Classé MH | 1929 | Église Notre-Dame-de-Valfrancesque                           |
| Église Notre-Dame de Molezon                                               | Molezon                            |                                     | 44° 12′ 39″ nord, 3° 40′ 27″ est | « PA48000016 » | Inscrit MH | 2012 | Église Notre-Dame de Molezon                                 |
| Clocher de tourmente d'Oultet                                              | Mont Lozère et Goulet              |                                     | 44° 29′ 11″ nord, 3° 40′ 10″ est | « PA00103946 » | Inscrit MH Façades et toitures du clocher                                                                                                | 1992 | Clocher de tourmente d'Oultet                                |
| Église Saint-Blaise de Chasseradès                                         | Mont Lozère et Goulet              |                                     | 44° 33′ 05″ nord, 3° 49′ 30″ est | « PA00103813 » | Classé MH | 1943 | Église Saint-Blaise de Chasseradès                           |
| Église Saint-Jean-Baptiste du Bleymard                                     | Mont Lozère et Goulet              |                                     | 44° 29′ 10″ nord, 3° 44′ 09″ est |                | |      | Église Saint-Jean-Baptiste du Bleymard                       |
| Église Saint-Julien de Saint-Julien-du-Tournel                             | Mont Lozère et Goulet              |                                     | 44° 30′ 04″ nord, 3° 41′ 06″ est | « PA00103929 » | Classé MH | 1931 | Église Saint-Julien de Saint-Julien-du-Tournel               |
| Église Sainte-Enimie de Bagnols-les-Bains                                  | Mont Lozère et Goulet              |                                     | 44° 30′ 20″ nord, 3° 39′ 51″ est |                | |      | Église Sainte-Enimie de Bagnols-les-Bains                    |
| Église Saint-Jean de Belvezet                                              | Mont Lozère et Goulet              |                                     | 44° 33′ 50″ nord, 3° 44′ 46″ est |                | |      | Image manquante Téléverser                                   |
| Église Saint-Privat d'Orcières                                             | Mont Lozère et Goulet              |                                     | 44° 28′ 54″ nord, 3° 42′ 19″ est |                | |      | Image manquante Téléverser                                   |
| Église de la Nativité-de-Marie de Montbel                                  | Montbel                            |                                     | 44° 35′ 27″ nord, 3° 42′ 51″ est |                | |      | Image manquante Téléverser                                   |
| Église Saint-Jean-Baptiste de Montrodat                                    | Montrodat                          |                                     | 44° 33′ 07″ nord, 3° 19′ 46″ est |                | |      | Église Saint-Jean-Baptiste de Montrodat                      |
| Église Saint-Amans de Saint-Amans (Lozère)                                 | Monts-de-Randon                    |                                     | 44° 39′ 48″ nord, 3° 26′ 58″ est |                | |      | Image manquante Téléverser                                   |
| Église Saint-Julien de Rieutort-de-Randon                                  | Monts-de-Randon                    |                                     | 44° 38′ 04″ nord, 3° 28′ 41″ est |                | |      | Église Saint-Julien de Rieutort-de-Randon                    |
| Église Saint-Hilaire d'Estables                                            | Monts-de-Randon                    |                                     | 44° 40′ 10″ nord, 3° 29′ 21″ est |                | |      | Église Saint-Hilaire d'Estables                              |
| Église Saints-Pierre-et-Paul de Servières                                  | Monts-de-Randon                    |                                     | 44° 34′ 32″ nord, 3° 24′ 18″ est |                | |      | Église Saints-Pierre-et-Paul de Servières                    |
| Église Saint-Robert de La Villedieu                                        | Monts-de-Randon                    |                                     | 44° 42′ 53″ nord, 3° 31′ 19″ est |                | |      | Image manquante Téléverser                                   |
| Église de Chauvets                                                         | Monts-de-Randon                    |                                     | 44° 34′ 25″ nord, 3° 26′ 20″ est |                | |      | Image manquante Téléverser                                   |
| Église Saint-Alphonse de Rieutortet                                        | Nasbinals                          |                                     | 44° 41′ 14″ nord, 3° 05′ 21″ est |                | |      | Image manquante Téléverser                                   |
| Église Sainte-Marie de Nasbinals                                           | Nasbinals                          |                                     | 44° 39′ 45″ nord, 3° 02′ 47″ est | « PA00103887 » | Classé MH | 1921 | Église Sainte-Marie de Nasbinals                             |
| Église Sainte-Madeleine de Naussac                                         | Naussac-Fontanes                   |                                     | 44° 43′ 38″ nord, 3° 50′ 21″ est |                | |      | Église Sainte-Madeleine de Naussac                           |
| Église Saint-Julien de Fontanes                                            | Naussac-Fontanes                   |                                     | 44° 46′ 12″ nord, 3° 47′ 11″ est |                | |      | Église Saint-Julien de Fontanes                              |
| Église Saint-Hilaire de Noalhac                                            | Noalhac                            |                                     | 44° 48′ 43″ nord, 3° 06′ 29″ est |                | |      | Église Saint-Hilaire de Noalhac                              |
| Église de Bécus                                                            | Noalhac                            |                                     | 44° 47′ 21″ nord, 3° 08′ 26″ est |                | |      | Image manquante Téléverser                                   |
| Église Saint-Gervais-et-Saint-Protais de Brugers                           | Palhers                            |                                     | 44° 31′ 54″ nord, 3° 19′ 03″ est |                | |      | Image manquante Téléverser                                   |
| Église Saint-Jean-Baptiste de Palhers                                      | Palhers                            |                                     | 44° 31′ 11″ nord, 3° 17′ 58″ est |                | |      | Église Saint-Jean-Baptiste de Palhers                        |
| Église Saint-Jean-Baptiste de Paulhac-en-Margeride                         | Paulhac-en-Margeride               |                                     | 44° 56′ 48″ nord, 3° 22′ 52″ est | « IA48000805 » | |      | Image manquante Téléverser                                   |
| Église Notre-Dame de La Rouvière                                           | Pelouse                            |                                     | 44° 32′ 39″ nord, 3° 35′ 20″ est | « PA00103891 » | Classé MH | 1973 | Église Notre-Dame de La Rouvière                             |
| Église Saint-Pierre-de-Vérone de Pelouse                                   | Pelouse                            |                                     | 44° 34′ 04″ nord, 3° 37′ 00″ est | « IA48000698 » | |      | Église Saint-Pierre-de-Vérone de Pelouse                     |
| Église de la Purification de La Chaze-de-Peyre                             | Peyre en Aubrac                    |                                     | 44° 42′ 11″ nord, 3° 15′ 12″ est |                | |      | Église de la Purification de La Chaze-de-Peyre               |
| Église Sainte-Colombe de Sainte-Colombe-de-Peyre                           | Peyre en Aubrac                    |                                     | 44° 41′ 28″ nord, 3° 14′ 25″ est |                | |      | Image manquante Téléverser                                   |
| Église Saint-Étienne d'Aumont-Aubrac                                       | Peyre en Aubrac                    |                                     | 44° 43′ 25″ nord, 3° 17′ 07″ est | « IA48102153 » | |      | Église Saint-Étienne d'Aumont-Aubrac                         |
| Église Saint-Gervais-et-Saint-Protais de Javols                            | Peyre en Aubrac                    |                                     | 44° 41′ 40″ nord, 3° 20′ 35″ est |                | |      | Église Saint-Gervais-et-Saint-Protais de Javols              |
| Église Saint-Jacques de Beauregard                                         | Peyre en Aubrac                    |                                     | 44° 43′ 45″ nord, 3° 13′ 14″ est |                | |      | Image manquante Téléverser                                   |
| Église Saint-Joseph de Saint-Sauveur-de-Peyre                              | Peyre en Aubrac                    |                                     | 44° 39′ 33″ nord, 3° 17′ 10″ est |                | |      | Église Saint-Joseph de Saint-Sauveur-de-Peyre                |
| Église Saint-Martin de Fau-de-Peyre                                        | Peyre en Aubrac                    |                                     | 44° 44′ 55″ nord, 3° 13′ 22″ est |                | |      | Église Saint-Martin de Fau-de-Peyre                          |
| Église Saint-Jean-Baptiste de Saint-Jean-Chazorne                          | Pied-de-Borne                      |                                     | 44° 30′ 04″ nord, 3° 58′ 51″ est |                | |      | Image manquante Téléverser                                   |
| Église Sainte-Madeleine de Planchamp                                       | Pied-de-Borne                      |                                     | 44° 28′ 46″ nord, 3° 58′ 52″ est |                | |      | Image manquante Téléverser                                   |
| Église de l'Exaltation-de-la-Sainte-Croix de Pierrefiche                   | Pierrefiche                        |                                     | 44° 41′ 25″ nord, 3° 43′ 58″ est |                | |      | Église de l'Exaltation-de-la-Sainte-Croix de Pierrefiche     |
| Église de l'Immaculée-Conception de Fraissinet-de-Lozère                   | Pont de Montvert - Sud Mont Lozère |                                     | 44° 22′ 26″ nord, 3° 42′ 00″ est |                | |      | Église de l'Immaculée-Conception de Fraissinet-de-Lozère     |
| Église de l'Immaculée-Conception du Pont-de-Montvert                       | Pont de Montvert - Sud Mont Lozère |                                     | 44° 21′ 51″ nord, 3° 44′ 34″ est |                | |      | Image manquante Téléverser                                   |
| Église de l'Immaculée-Conception du Pont-de-Montvert                       | Pont de Montvert - Sud Mont Lozère |                                     | 44° 21′ 51″ nord, 3° 44′ 34″ est |                | |      | Image manquante Téléverser                                   |
| Église Saint-Michel de La Garde-Guérin                                     | Prévenchères                       |                                     | 44° 28′ 40″ nord, 3° 56′ 08″ est | « PA00103901 » | Classé MH | 1928 | Église Saint-Michel de La Garde-Guérin                       |
| Église Saint-Pierre-et-Saint-Paul de Prévenchères                          | Prévenchères                       |                                     | 44° 31′ 17″ nord, 3° 54′ 34″ est | « PA00103900 » | Classé MH | 1931 | Église Saint-Pierre-et-Saint-Paul de Prévenchères            |
| Église de la Purification-de-Marie d'Alzons                                | Prévenchères                       |                                     | 44° 33′ 32″ nord, 3° 57′ 10″ est |                | |      | Église de la Purification-de-Marie d'Alzons                  |
| Église Saints-Pierre-et-Paul de Prinsuéjols                                | Prinsuéjols-Malbouzon              |                                     | 44° 40′ 29″ nord, 3° 10′ 05″ est |                | |      | Église Saints-Pierre-et-Paul de Prinsuéjols                  |
| Église de l'Assomption-de-Marie de Malbouzon                               | Prinsuéjols-Malbouzon              |                                     | 44° 42′ 06″ nord, 3° 08′ 10″ est |                | |      | Église de l'Assomption-de-Marie de Malbouzon                 |
| Église Saint-Caprais de Prunières                                          | Prunières                          |                                     | 44° 49′ 36″ nord, 3° 20′ 35″ est | « PA00103905 » | Classé MH | 1920 | Église Saint-Caprais de Prunières                            |
| Église Saint-Jean-Baptiste de Recoules-d'Aubrac                            | Recoules-d'Aubrac                  |                                     | 44° 41′ 32″ nord, 3° 01′ 28″ est |                | |      | Image manquante Téléverser                                   |
| Église Saint-Vincent de Recoules-de-Fumas                                  | Recoules-de-Fumas                  |                                     | 44° 38′ 31″ nord, 3° 20′ 49″ est |                | |      | Image manquante Téléverser                                   |
| Église Saint-Pierre de Rimeize                                             | Rimeize                            |                                     | à géolocaliser                   |                | |      | Église Saint-Pierre de Rimeize                               |
| Église Sainte-Thècle de Rocles                                             | Rocles                             |                                     | 44° 42′ 51″ nord, 3° 46′ 58″ est |                | |      | Image manquante Téléverser                                   |
| Église Saint-Privat de Laval-Atger                                         | Saint Bonnet-Laval                 |                                     | 44° 48′ 23″ nord, 3° 41′ 05″ est | « PA00103836 » | Inscrit MH | 1939 | Église Saint-Privat de Laval-Atger                           |
| Église Saint-Bonnet de Saint-Bonnet-Laval                                  | Saint Bonnet-Laval                 |                                     | 44° 48′ 57″ nord, 3° 43′ 07″ est |                | |      | Église Saint-Bonnet de Saint-Bonnet-Laval                    |
| Église Saint-Louis de Chapeauroux                                          | Saint Bonnet-Laval                 |                                     | 44° 50′ 15″ nord, 3° 44′ 23″ est |                | |      | Église Saint-Louis de Chapeauroux                            |
| Église Saint-Alban de Saint-Alban-sur-Limagnole                            | Saint-Alban-sur-Limagnole          |                                     | 44° 46′ 52″ nord, 3° 23′ 15″ est | « PA00103911 » | Inscrit MH | 1985 | Église Saint-Alban de Saint-Alban-sur-Limagnole              |
| Église Saint-André de Saint-André-Capcèze                                  | Saint-André-Capcèze                |                                     | 44° 26′ 20″ nord, 3° 55′ 57″ est | « IA48901215 » | |      | Image manquante Téléverser                                   |
| Église Saint-Bauzile de Saint-Bauzile (Lozère)                             | Saint-Bauzile                      |                                     | 44° 28′ 55″ nord, 3° 30′ 12″ est |                | |      | Église Saint-Bauzile de Saint-Bauzile (Lozère)               |
| Église Saint-Martin du Falisson                                            | Saint-Bauzile                      |                                     | 44° 27′ 15″ nord, 3° 29′ 27″ est |                | |      | Image manquante Téléverser                                   |
| Église de Saint-Bonnet-de-Chirac                                           | Saint-Bonnet-de-Chirac             | l'église paroissiale                | à géolocaliser                   |                | |      | Image manquante Téléverser                                   |
| Ancienne église Saint-Bonnet des Bories                                    | Saint-Bonnet-de-Chirac             |                                     | 44° 30′ 31″ nord, 3° 16′ 44″ est | « PA48000006 » | Inscrit MH Ancienne église, le presbytère attenant et la grange édifiée à l'ouest                                                        | 1999 | Ancienne église Saint-Bonnet des Bories                      |
| Église Notre-Dame de Saint-Chély-d'Apcher                                  | Saint-Chély-d'Apcher               |                                     | 44° 48′ 03″ nord, 3° 16′ 31″ est |                | |      | Église Notre-Dame de Saint-Chély-d'Apcher                    |
| Église Saint-Hilaire de Saint-Chély-d'Apcher                               | Saint-Chély-d'Apcher               |                                     | 44° 48′ 11″ nord, 3° 16′ 54″ est |                | |      | Image manquante Téléverser                                   |
| Église Saint-Denis de Saint-Denis-en-Margeride                             | Saint-Denis-en-Margeride           |                                     | 44° 44′ 08″ nord, 3° 28′ 18″ est |                | |      | Église Saint-Denis de Saint-Denis-en-Margeride               |
| Église Saint-Étienne de Saint-Étienne-Vallée-Française                     | Saint-Étienne-Vallée-Française     |                                     | 44° 10′ 04″ nord, 3° 50′ 30″ est |                | |      | Église Saint-Étienne de Saint-Étienne-Vallée-Française       |
| Église Saint-Étienne de Saint-Étienne-du-Valdonnez                         | Saint-Étienne-du-Valdonnez         |                                     | 44° 27′ 21″ nord, 3° 33′ 44″ est | « IA48000456 » | |      | Église Saint-Étienne de Saint-Étienne-du-Valdonnez           |
| Église Sainte-Croix des Laubies Basses                                     | Saint-Étienne-du-Valdonnez         |                                     | 44° 25′ 54″ nord, 3° 37′ 38″ est |                | |      | Image manquante Téléverser                                   |
| Église Saint-Roch de Saint-Flour-de-Mercoire                               | Saint-Flour-de-Mercoire            |                                     | 44° 41′ 49″ nord, 3° 49′ 43″ est |                | |      | Église Saint-Roch de Saint-Flour-de-Mercoire                 |
| Église Sainte-Germaine du Choisinès                                        | Saint-Flour-de-Mercoire            |                                     | 44° 40′ 39″ nord, 3° 50′ 36″ est |                | |      | Image manquante Téléverser                                   |
| Église Saint-Frézal de Saint-Frézal-d'Albuges                              | Saint-Frézal-d'Albuges             |                                     | 44° 33′ 46″ nord, 3° 46′ 08″ est | « PA00103924 » | Classé MH | 1984 | Église Saint-Frézal de Saint-Frézal-d'Albuges                |
| Église Saint-Gall de Saint-Gal                                             | Saint-Gal                          |                                     | 44° 40′ 09″ nord, 3° 25′ 31″ est |                | |      | Église Saint-Gall de Saint-Gal                               |
| Église Saint-Germain de Saint-Germain-de-Calberte                          | Saint-Germain-de-Calberte          |                                     | 44° 13′ 06″ nord, 3° 48′ 33″ est | « PA00103925 » | Inscrit MH Intérieur ; ancien portail, y compris ses vantaux                                                                             | 1984 | Église Saint-Germain de Saint-Germain-de-Calberte            |
| Église Saint-Germain de Saint-Germain-du-Teil                              | Saint-Germain-du-Teil              |                                     | 44° 28′ 42″ nord, 3° 10′ 20″ est |                | |      | Église Saint-Germain de Saint-Germain-du-Teil                |
| Église Saint-Privat de Combret                                             | Saint-Germain-du-Teil              |                                     | 44° 30′ 26″ nord, 3° 11′ 01″ est |                | |      | Image manquante Téléverser                                   |
| Église Saint-Hilaire de Saint-Hilaire-de-Lavit                             | Saint-Hilaire-de-Lavit             |                                     | 44° 15′ 12″ nord, 3° 51′ 49″ est |                | |      | Image manquante Téléverser                                   |
| Église Saint-Jean-Baptiste de Saint-Jean-la-Fouillouse                     | Saint-Jean-la-Fouillouse           |                                     | 44° 42′ 00″ nord, 3° 41′ 26″ est |                | |      | Image manquante Téléverser                                   |
| Église Saint-Maurice de Saint-Juéry                                        | Saint-Juéry                        |                                     | 44° 49′ 34″ nord, 3° 05′ 09″ est |                | |      | Église Saint-Maurice de Saint-Juéry                          |
| Église Saint-Julien de La Combe                                            | Saint-Julien-des-Points            |                                     | 44° 15′ 45″ nord, 3° 57′ 49″ est |                | |      | Image manquante Téléverser                                   |
| Église Saint-Laurent de Saint-Laurent-de-Muret                             | Saint-Laurent-de-Muret             |                                     | 44° 36′ 07″ nord, 3° 12′ 27″ est |                | |      | Image manquante Téléverser                                   |
| Église Saint-Laurent de Saint-Laurent-de-Veyrès                            | Saint-Laurent-de-Veyrès            |                                     | 44° 46′ 22″ nord, 3° 07′ 59″ est |                | |      | Image manquante Téléverser                                   |
| Église Saint-Léger de Saint-Léger-de-Peyre                                 | Saint-Léger-de-Peyre               |                                     | 44° 35′ 38″ nord, 3° 18′ 10″ est |                | |      | Image manquante Téléverser                                   |
| Église Sainte-Lucie de Sainte-Lucie (Lozère)                               | Saint-Léger-de-Peyre               |                                     | 44° 36′ 22″ nord, 3° 17′ 01″ est |                | |      | Image manquante Téléverser                                   |
| Église Saint-Barthélemy de Saint-Léger-du-Malzieu                          | Saint-Léger-du-Malzieu             |                                     | 44° 53′ 12″ nord, 3° 18′ 32″ est | « IA48000806 » | |      | Église Saint-Barthélemy de Saint-Léger-du-Malzieu            |
| Église Saint-Martin de Saint-Martin-de-Boubaux                             | Saint-Martin-de-Boubaux            |                                     | 44° 12′ 04″ nord, 3° 55′ 18″ est |                | |      | Image manquante Téléverser                                   |
| Église Saint-Pierre-et-Saint-Paul de Saint-Paul-le-Froid                   | Saint-Paul-le-Froid                |                                     | 44° 47′ 31″ nord, 3° 34′ 20″ est |                | |      | Église Saint-Pierre-et-Saint-Paul de Saint-Paul-le-Froid     |
| Église Saint-Privat du Cheyla d'Ance                                       | Saint-Paul-le-Froid                |                                     | 44° 49′ 00″ nord, 3° 33′ 30″ est |                | |      | Image manquante Téléverser                                   |
| Église Saint-Pierre-et-Saint-Paul de Saint-Pierre-de-Nogaret               | Saint-Pierre-de-Nogaret            |                                     | 44° 28′ 20″ nord, 3° 08′ 14″ est |                | |      | Image manquante Téléverser                                   |
| Église Saint-Pierre de Saint-Pierre-des-Tripiers                           | Saint-Pierre-des-Tripiers          |                                     | 44° 13′ 34″ nord, 3° 16′ 23″ est | « PA00103932 » | Inscrit MH | 1987 | Église Saint-Pierre de Saint-Pierre-des-Tripiers             |
| Église Saints-Pierre-et-Paul de Truel                                      | Saint-Pierre-des-Tripiers          |                                     | 44° 11′ 59″ nord, 3° 15′ 32″ est |                | |      | Église Saints-Pierre-et-Paul de Truel                        |
| Église Saint-François-d'Assise de Vareilles                                | Saint-Pierre-le-Vieux              |                                     | 44° 50′ 52″ nord, 3° 18′ 33″ est |                | |      | Église Saint-François-d'Assise de Vareilles                  |
| Église Notre-Dame-de-la-Salette de Saint-Privat-de-Vallongue               | Saint-Privat-de-Vallongue          |                                     | 44° 16′ 48″ nord, 3° 50′ 23″ est | « PA00103934 » | Inscrit MH Église ; façades et toitures du presbytère attenant                                                                           | 1979 | Église Notre-Dame-de-la-Salette de Saint-Privat-de-Vallongue |
| Église Saint-Privat de Saint-Privat-du-Fau                                 | Saint-Privat-du-Fau                |                                     | 44° 55′ 01″ nord, 3° 20′ 29″ est | « IA48000811 » | |      | Image manquante Téléverser                                   |
| Collégiale Saint-Saturnin de Saint-Saturnin (Lozère)                       | Saint-Saturnin                     |                                     | 44° 24′ 44″ nord, 3° 11′ 20″ est |                | |      | Collégiale Saint-Saturnin de Saint-Saturnin (Lozère)         |
| Église de la Sainte-Trinité de Saint-Sauveur-de-Ginestoux                  | Saint-Sauveur-de-Ginestoux         |                                     | 44° 42′ 16″ nord, 3° 36′ 21″ est |                | |      | Image manquante Téléverser                                   |
| Église de l'Exaltation-de-la-Sainte-Croix de Sainte-Croix-Vallée-Française | Sainte-Croix-Vallée-Française      |                                     | 44° 10′ 50″ nord, 3° 44′ 26″ est |                | |      | Image manquante Téléverser                                   |
| Église Sainte-Eulalie de Sainte-Eulalie (Lozère)                           | Sainte-Eulalie                     |                                     | 44° 47′ 28″ nord, 3° 28′ 03″ est |                | |      | Image manquante Téléverser                                   |
| Église Sainte-Hélène de Sainte-Hélène (Lozère)                             | Sainte-Hélène                      |                                     | 44° 31′ 07″ nord, 3° 36′ 11″ est |                | |      | Image manquante Téléverser                                   |
| Église Saint-Jean de Serverette                                            | Serverette                         |                                     | 44° 42′ 15″ nord, 3° 23′ 13″ est | « PA00103935 » | Classé MH | 1932 | Église Saint-Jean de Serverette                              |
| Église Saint-Vincent de Serverette                                         | Serverette                         |                                     | 44° 42′ 15″ nord, 3° 23′ 14″ est |                | |      | Église Saint-Vincent de Serverette                           |
| Église Saint-Jean-Baptiste de Termes                                       | Termes                             |                                     | 44° 48′ 49″ nord, 3° 09′ 59″ est |                | |      | Image manquante Téléverser                                   |
| Église Saint-Jacques-le-Majeur de Trélans                                  | Trélans                            |                                     | 44° 29′ 57″ nord, 3° 05′ 32″ est |                | |      | Image manquante Téléverser                                   |
| Église Saint-Joseph de Cros Garnon                                         | Vebron                             |                                     | 44° 17′ 59″ nord, 3° 31′ 42″ est |                | |      | Image manquante Téléverser                                   |
| Église Saint-Pierre de Vebron                                              | Vebron                             |                                     | 44° 14′ 23″ nord, 3° 34′ 39″ est |                | |      | Église Saint-Pierre de Vebron                                |
| Église Saint-Andéol de Saint-Andéol (Lozère)                               | Ventalon en Cévennes               |                                     | 44° 18′ 01″ nord, 3° 54′ 39″ est |                | |      | Image manquante Téléverser                                   |
| Église Notre-Dame de Vialas                                                | Vialas                             |                                     | 44° 20′ 01″ nord, 3° 53′ 44″ est |                | |      | Image manquante Téléverser                                   |
| Église Saint-Victorin de Villefort                                         | Villefort                          |                                     | 44° 26′ 18″ nord, 3° 56′ 00″ est | « IA48901224 » | |      | Église Saint-Victorin de Villefort                           |

### Culteprotestant
| Église                                                                     | Commune                            | Adresse           | Coordonnées                      | Notice         | Protection | Date | Illustration                                             |
| -------------------------------------------------------------------------- | ---------------------------------- | ----------------- | -------------------------------- | -------------- | ---------- | ---- | -------------------------------------------------------- |
| Temple de l’Église protestante unie de France de Barre-des-Cévennes        | Barre-des-Cévennes                 |                   | 44° 14′ 45″ nord, 3° 39′ 09″ est |                |            |      | Image manquante Téléverser                               |
| Temple de Bassurels                                                        | Bassurels                          |                   | 44° 10′ 45″ nord, 3° 37′ 31″ est |                |            |      | Image manquante Téléverser                               |
| Temple de La Vernède                                                       | Bédouès-Cocurès                    |                   | 44° 21′ 20″ nord, 3° 39′ 23″ est |                |            |      | Image manquante Téléverser                               |
| Temple de Saint-Julien-d'Arpaon                                            | Cans et Cévennes                   |                   | 44° 18′ 02″ nord, 3° 39′ 51″ est |                |            |      | Image manquante Téléverser                               |
| Temple de Saint-Laurent-de-Trèves                                          | Cans et Cévennes                   |                   | 44° 16′ 17″ nord, 3° 36′ 08″ est |                |            |      | Temple de Saint-Laurent-de-Trèves                        |
| Temple de Cassagnas                                                        | Cassagnas                          |                   | 44° 16′ 14″ nord, 3° 44′ 33″ est |                |            |      | Temple de Cassagnas                                      |
| Temple de Florac                                                           | Florac Trois Rivières              |                   | 44° 19′ 29″ nord, 3° 35′ 40″ est |                |            |      | Temple de Florac                                         |
| Temple de Gabriac                                                          | Gabriac                            |                   | 44° 10′ 41″ nord, 3° 43′ 22″ est |                |            |      | Image manquante Téléverser                               |
| Temple de l’Église réformée de Gatuzières                                  | Gatuzières                         |                   | 44° 11′ 55″ nord, 3° 29′ 21″ est |                |            |      | Temple de l’Église réformée de Gatuzières                |
| Temple du Collet-de-Dèze                                                   | Le Collet-de-Dèze                  |                   | 44° 14′ 42″ nord, 3° 55′ 15″ est | « PA00103818 » | Inscrit MH | 1984 | Temple du Collet-de-Dèze                                 |
| Temple du Pompidou                                                         | Le Pompidou                        |                   | 44° 11′ 42″ nord, 3° 39′ 12″ est |                |            |      | Temple du Pompidou                                       |
| Temple protestant de Mende                                                 | Mende                              | allée Paul-Doumer | à géolocaliser                   |                |            |      | Image manquante Téléverser                               |
| Temple protestant de Meyrueis                                              | Meyrueis                           |                   | 44° 10′ 43″ nord, 3° 25′ 52″ est | « PA48000013 » | Inscrit MH | 2008 | Temple protestant de Meyrueis                            |
| Temple de la Boissonnade                                                   | Moissac-Vallée-Française           |                   | 44° 09′ 56″ nord, 3° 46′ 06″ est | « PA00103884 » | Classé MH  | 1929 | Temple de la Boissonnade                                 |
| Temple de Saint-Roman de Tousque                                           | Moissac-Vallée-Française           |                   | 44° 08′ 51″ nord, 3° 46′ 21″ est |                |            |      | Image manquante Téléverser                               |
| Temple de l’Église protestante unie de France de Biasses                   | Molezon                            |                   | 44° 12′ 28″ nord, 3° 40′ 48″ est |                |            |      | Image manquante Téléverser                               |
| Ancien temple de Molezon                                                   | Molezon                            |                   | 44° 12′ 39″ nord, 3° 40′ 27″ est |                |            |      | Image manquante Téléverser                               |
| Temple de l’Église protestante unie de France de Saint-Maurice-de-Ventalon | Pont de Montvert - Sud Mont Lozère |                   | 44° 19′ 24″ nord, 3° 49′ 48″ est |                |            |      | Image manquante Téléverser                               |
| Temple du Pont-de-Montvert                                                 | Pont de Montvert - Sud Mont Lozère |                   | 44° 21′ 49″ nord, 3° 44′ 43″ est |                |            |      | Image manquante Téléverser                               |
| Vestiges du temple de Grizac                                               | Pont de Montvert - Sud Mont Lozère |                   | 44° 20′ 34″ nord, 3° 41′ 57″ est |                |            |      | Image manquante Téléverser                               |
| Temple de Grizac                                                           | Pont de Montvert - Sud Mont Lozère |                   | 44° 20′ 34″ nord, 3° 41′ 57″ est |                |            |      | Image manquante Téléverser                               |
| Temple de l'Église protestante unie de France de Rousses                   | Rousses                            |                   | 44° 12′ 21″ nord, 3° 35′ 18″ est |                |            |      | Temple de l'Église protestante unie de France de Rousses |
| Temple de Saint-André-de-Lancize                                           | Saint-André-de-Lancize             |                   | 44° 15′ 30″ nord, 3° 48′ 38″ est |                |            |      | Image manquante Téléverser                               |
| Temple du Rouve Bas                                                        | Saint-André-de-Lancize             |                   | 44° 17′ 05″ nord, 3° 47′ 09″ est |                |            |      | Temple du Rouve Bas                                      |
| Temple de Saint-Étienne-Vallée-Française                                   | Saint-Étienne-Vallée-Française     |                   | 44° 10′ 03″ nord, 3° 50′ 26″ est |                |            |      | Temple de Saint-Étienne-Vallée-Française                 |
| Temple de Saint-Germain-de-Calberte                                        | Saint-Germain-de-Calberte          |                   | 44° 12′ 59″ nord, 3° 48′ 36″ est |                |            |      | Image manquante Téléverser                               |
| Temple de Saint-Hilaire-de-Lavit                                           | Saint-Hilaire-de-Lavit             |                   | 44° 15′ 14″ nord, 3° 51′ 53″ est |                |            |      | Image manquante Téléverser                               |
| Temple de l’Église protestante unie de France de Saint-Martin-de-Boubaux   | Saint-Martin-de-Boubaux            |                   | 44° 11′ 59″ nord, 3° 55′ 21″ est |                |            |      | Image manquante Téléverser                               |
| Temple de Saint-Martin-de-Lansuscle                                        | Saint-Martin-de-Lansuscle          |                   | 44° 13′ 01″ nord, 3° 45′ 15″ est |                |            |      | Image manquante Téléverser                               |
| Temple de Saint-Privat-de-Vallongue                                        | Saint-Privat-de-Vallongue          |                   | 44° 16′ 43″ nord, 3° 50′ 12″ est |                |            |      | Temple de Saint-Privat-de-Vallongue                      |
| Temple de Sainte-Croix-Vallée-Française                                    | Sainte-Croix-Vallée-Française      |                   | 44° 10′ 45″ nord, 3° 44′ 29″ est |                |            |      | Image manquante Téléverser                               |
| Temple de l’Église réformée de Vebron                                      | Vebron                             |                   | 44° 14′ 25″ nord, 3° 34′ 41″ est |                |            |      | Temple de l’Église réformée de Vebron                    |
| Temple de l’Église protestante unie de France de Lézinier                  | Ventalon en Cévennes               |                   | 44° 17′ 28″ nord, 3° 54′ 21″ est |                |            |      | Image manquante Téléverser                               |
| Ancien temple de Saint-Frézal-de-Ventalon                                  | Ventalon en Cévennes               |                   | 44° 17′ 17″ nord, 3° 51′ 15″ est |                |            |      | Image manquante Téléverser                               |
| Temple de l’Église protestante unie de France de Vialas                    | Vialas                             |                   | 44° 20′ 01″ nord, 3° 53′ 50″ est |                |            |      | Temple de l’Église protestante unie de France de Vialas  |

### Église orthodoxe
| Église                                                                                                   | Commune                 | Adresse | Coordonnées                      | Notice | Protection | Date | Illustration               |
| --- | ----------------------- | ------- | -------------------------------- | ------ | ---------- | ---- | -------------------------- |
| Église Saint-Vincent-de-Lérins-et-Saint-Guilhem-du-Désert, monastère serbe Saint-Nectaire-Saint-Patapios | Les Salelles            |         | 44° 28′ 47″ nord, 3° 15′ 48″ est |        |            |      | Image manquante Téléverser |
| Petit monastère du skite Sainte-Foy,                                                                     | Saint-Julien-des-Points |         | à géolocaliser                   |        |            |      | Image manquante Téléverser |